# Titularbistum Hesbon
Koordinaten: 31° 49′ 7,1″ N, 35° 47′ 56,1″ O
Hesbon (italienisch Esbon) oder Esbus (italienisch Esbo) war ein Titularbistum der römisch-katholischen Kirche.
Es geht zurück auf ein untergeganes Bistum in der antiken Stadt Hesbon in der arabischen Landschaft Arabia Petraea im heutigen Jordanien, das der Kirchenprovinz Bostra angehörte. Heute wird es im Annuario Pontificio nicht mehr im Verzeichnis der Titularbistümer aufgeführt.
| Titularbischöfe von Hesbon oder Esbus |                                   |                                                   |                   |                   |
| Nr.                                   | Name                              | Amt                                               | von               | bis               |
| 1                                     | Georg Vink OCarm                  | Weihbischof in Trento                             | 23. Februar 1481  |                   |
| 2                                     | Adam Imre Majthényi Kesselőkő     |                                                   | 29. Mai 1741      | 1743              |
| 3                                     | Antonino Pezzoni OFM Cap          | Apostolischer Vikar von Tibet-Hindustan (Indien)  | 27. Januar 1826   | 4. Oktober 1844   |
| 4                                     | Jean-Félix-Onésime Luquet MEP     | Apostolischer Koadjutorvikar von Madurai (Indien) | 17. Februar 1845  | 3. September 1858 |
| 5                                     | Andreas Ignatius Schaepman        | Weihbischof in Utrecht (Niederlande)              | 3. Juli 1860      | 4. Februar 1868   |
| 6                                     | Raffaele Capone CSsR              | Koadjutorbischof von Muro Lucano (Italien)        | 22. Dezember 1873 | 29. Januar 1883   |
| 7                                     | Adam Stanisław Krasiński SP       | emeritierter Bischof von Vilnius (Litauen)        | 15. März 1883     | 9. Mai 1891       |
| 8                                     | Lorenzo Petris de Dolammare       | emeritierter Bischof von Sapë (Albanien)          | 21. Januar 1893   | 3. September 1910 |
| 9                                     | Roberto Calai-Marioni             |                                                   | 26. November 1910 | 19. Juni 1920     |
| 10                                    | Émile-Alexandre-Joseph Devred MEP | Apostolischer Koadjutorvikar von Seoul (Korea)    | 16. Dezember 1920 | 18. Januar 1926   |
| 11                                    | Melchiorre Souen CM               | Apostolischer Vikar von Anguo (China)             | 24. Juni 1926     | 13. August 1951   |
| 12                                    | Georges-Arthur Melançon           | emeritierter Bischof von Chicoutimi (Kanada)      | 11. Februar 1961  | 22. November 1970 |